# Негар Джавахерян
Негар Джавахерян (перс. نگار جواهریان, 12 січня 1983, Тегеран, Іран) — іранська акторка театру і кіно та перекладачка.

## Вибрана фільмографія
- Мельбурн (2014)
- Негар (2016)